# MVP finałów niemieckiej Bundesligi koszykarskiej
MVP finałów niemieckiej Bundesligi koszykarskiej – nagroda przyznawana co sezon (od rozgrywek 2004/2005) przez niemiecką Bundesligę koszykarską najlepszemu zawodnikowi finałów play-off ligi.

## Laureaci

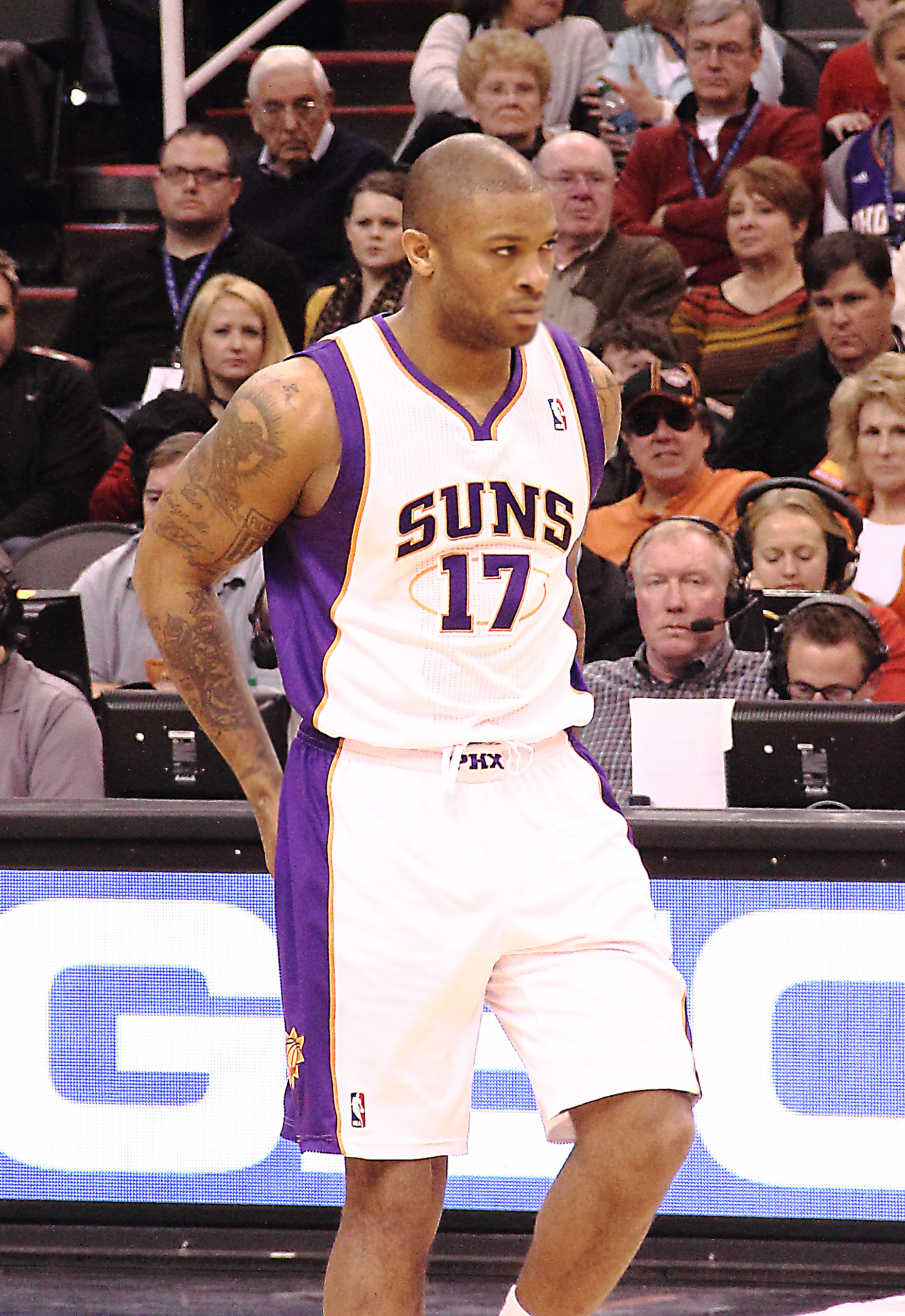
P.J. Tucker został laureatem nagrody w 2012.

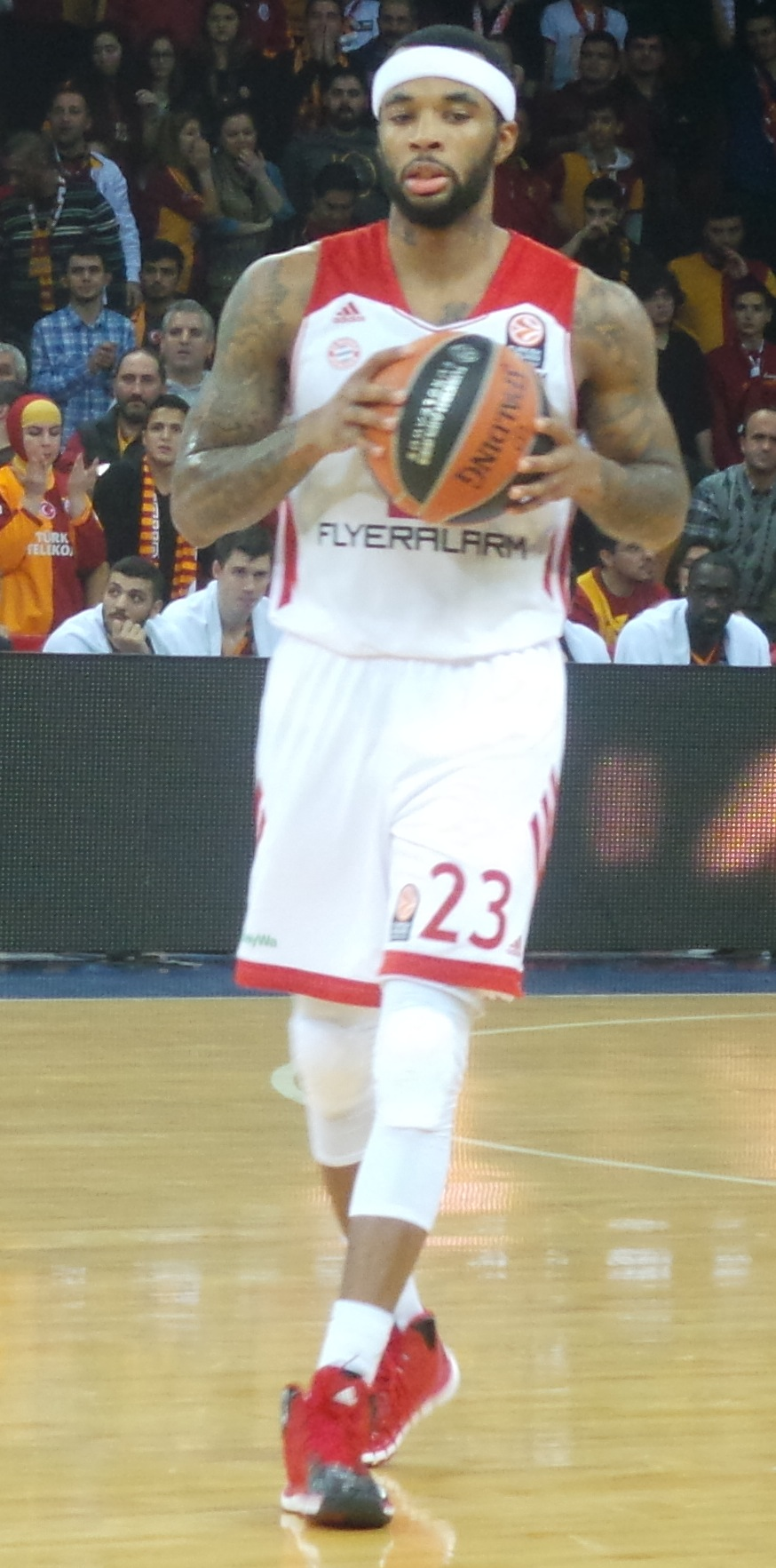
Malcolm Delaney został MVP finałów BBL w 2014.

| ^            | Oznacza nadal aktywnego zawodnika BBL                      |
| *            | Oznacza członka Galerii Sław FIBA                          |
| Zawodnik (X) | Oznacza kolejną nagrodę, przyznaną temu samemu zawodnikowi |

| Sezon   | Zawodnik           | Pozycja             | Nar.                 | Zespół                | Przyp.      |
| ------- | ------------------ | ------------------- | -------------------- | --------------------- | ----------- |
| 2004–05 | Chris Williams     | skrzydłowy          | Stany Zjednoczone    | Fraport Skyliners     |             |
| 2005–06 | Immanuel McElroy   | obrońca             | Stany Zjednoczone    | RheinEnergie Kolonia  |             |
| 2006–07 | Casey Jacobsen     | skrzydłowy          | Stany Zjednoczone    | Brose Baskets         |             |
| 2007–08 | Julius Jenkins^    | obrońca             | Stany Zjednoczone    | Alba Berlin           |             |
| 2008–09 | Rickey Paulding^   | obrońca/skrzydłowy  | Stany Zjednoczone    | EWE Baskets Oldenburg |             |
| 2009–10 | Casey Jacobsen (2) | skrzydłowy          | Stany Zjednoczone    | Brose Baskets         |             |
| 2010–11 | Kyle Hines         | środkowy            | Stany Zjednoczone    | Brose Baskets         |             |
| 2011–12 | P.J. Tucker        | skrzydłowy          | Stany Zjednoczone    | Brose Baskets         | [ 1 ]       |
| 2012–13 | Anton Gavel        | obrońca             | [ a ]                | Brose Baskets         | [ 2 ] [ 3 ] |
| 2013–14 | Malcolm Delaney    | obrońca             | Stany Zjednoczone    | Bayern Monachium      | [ 4 ]       |
| 2014–15 | Brad Wanamaker     | obrońca             | Stany Zjednoczone    | Brose Baskets         |             |
| 2015–16 | Darius Miller      | skrzydłowy          | Stany Zjednoczone    | Brose Baskets         |             |
| 2016–17 | Fabien Causeur     | obrońca             | Francja              | Brose Bamberg         | [ 5 ]       |
| 2017–18 | Danilo Barthel^    | skrzydłowy/środkowy | Niemcy               | Bayern Monachium      | [ 6 ]       |
| 2018–19 | Nihad Đedović^     | obrońca/skrzydłowy  | Bośnia i Hercegowina | Bayern Monachium      | [ 7 ]       |
| 2019–20 | Marcos Knight^     | obrońca             | Stany Zjednoczone    | Riesen Ludwigsburg    | [ 8 ]       |